# Вайнгартен (Пфальц)
Вайнгартен (нем. Weingarten) — община в Германии, в земле Рейнланд-Пфальц.
Входит в состав района Гермерсхайм. Подчиняется управлению Лингенфельд. Население составляет 1680 человек (на 31 декабря 2010 года). Занимает площадь 6,67 км².